# Couvent de la Charité de Caen
Pour les articles homonymes, voir Charité (homonymie) et Couvent de la Charité.
Le couvent de la Charité ou Notre-Dame de Charité est un ancien couvent fondé à Caen par Jean Eudes dans les années 1640. Établi dans le quartier Saint-Jean, l'établissement est détruit en 1944 et reconstruit dans le quartier de la Guérinière. 
Au XXIe siècle, l'établissement religieux devient la résidence pour personnes âgées « La Charité » et sa chapelle est vendue à une entreprise privée.

## La fondation de l'Institut Notre-Dame du Refuge (1641)
En 1641, Jean Eudes, encore membre de la congrégation de l'Oratoire, loue une maison afin de recevoir des prostituées repenties et les faire travailler afin de subvenir à leur besoin et pour éviter qu’elles cèdent à l’oisiveté. L’institut prend donc le nom de Notre-Dame du Refuge. Le 24 août 1646, l’évêque de Bayeux autorise que la maison soit désormais baptisée Notre-Dame de Charité. 
À l'origine, l'Institut n’était pas tenu par des religieuses ; mais en 1651, l'Ordre de Notre-Dame de Charité est reconnu officiellement par le nouvel évêque de Bayeux, Mgr Molé. Le président du Parlement de Rouen, Leroux de Langrie, et son épouse offrent les fonds nécessaires et se déclarent fondateurs de l’Institut.
La maison louée en 1640 se trouvait dans la rue Saint-Jean, face à la chapelle de l’hôpital Saint-Gratien. En 1645, la communauté déménage dans la rue des Jacobins. De 1649 à 1657, elle emménage dans une maison de la rue Neuve-Saint-Jean appartenant à M. de Langrie.

## Le premier couvent (1657 – 1944)
La croissance de la communauté les oblige à acquérir en 1656 une nouvelle demeure située rue des Quais (actuel quai Vendeuvre) et disposant d’un terrain spacieux qui servait jusqu’alors de lieux de déchargement des marchandises du port de Caen. Cet établissement, dans lequel les sœurs s’installent le 25 mars 1657, se développe entre le XVIIe siècle et le XIXe siècle.
Les sœurs se font construire une église dédiée au sacré-cœur de Jésus et Marie. Elle est bénite par Mgr de Nesmond, évêque de Bayeux, le 2 février 1685 et consacrée par Mgr Blouet de Camilly, évêque de Toul, le 1er janvier 1709. Le plan de l’église des Sacrés-Cœurs-de-Jésus-et-Marie formait une croix latine de 26,50 mètres de long pour 15,50 mètres de largeur au niveau du transept. 
Le chœur des religieuses mesurait sept mètres sur cinq. Les cœurs des fondateurs du couvent, Monsieur de Langrie et Madame de Camilly, ont été inhumés dans une chapelle de l'église. Lors de la translation du corps de Jean Eudes à Notre-Dame-de-la-Gloriette en 1810, son crâne et un reliquaire trouvé dans le tombeau ont été mis en terre dans la même chapelle.
Le couvent était constitué d'un ensemble de bâtiments disparates. Les sœurs possédaient également de l'autre côté de la rue de l'Engannerie un jardin qui donnait sur la rue des Carmes.
En 1792, la communauté est dispersée et le couvent transformé en caserne. En 1801, les religieuses reprennent possession des bâtiments et l’agrandissent peu à peu. En 1858, elle rachète à la municipalité l’ancien palais des évêques de Bayeux, contigu à leur établissement (au no 50 rue Neuve-Saint-Jean), pour le transformer en pensionnat. Le palais fut reconstruit à la fin du XVIIIe siècle, mais il restait quelques vestiges des bâtiments du XIVe siècle. Il était composé d’une cour encadrée par quelques bâtiments aboutissant à un bâtiment central et de jardins.
L'ambiance qui régnait dans le couvent au milieu du XIXe siècle est décrite par Pauline Caro dans Le péché de Madeleine. En 1909, le couvent reçoit l'autorisation d'accueillir des pupilles de l'État qui ne peuvent être placées en famille du fait de leur indiscipline.
- Quelques photos de l'ancien couvent entre 1900 et 1925

"Quelques
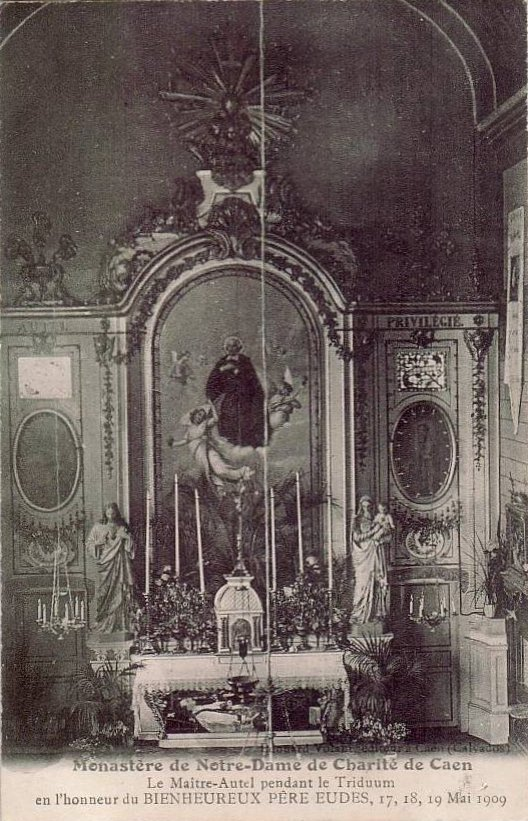
autel de la chapelle du couvent
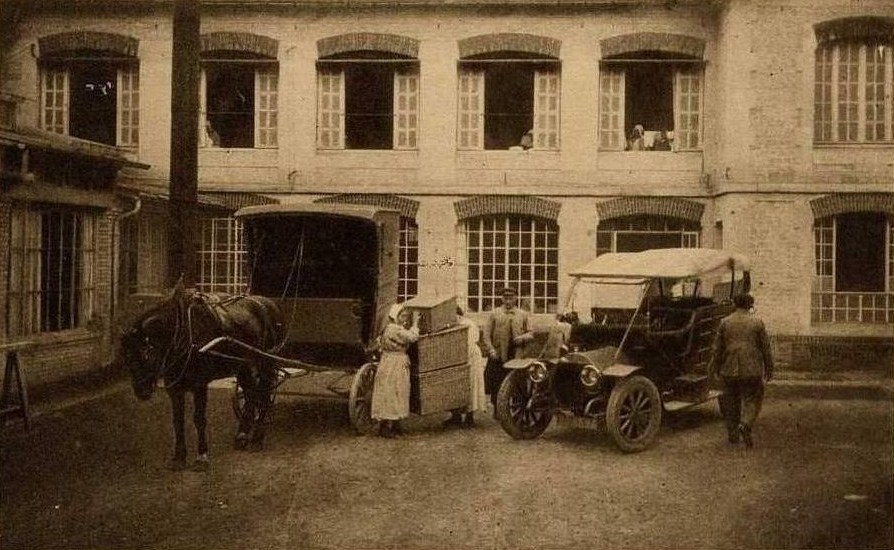
Cour du couvent
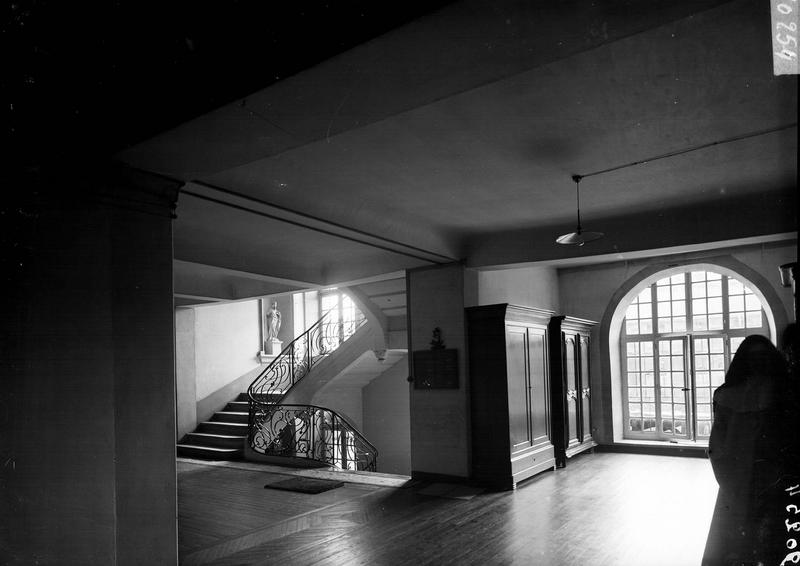
Escalier du couvent
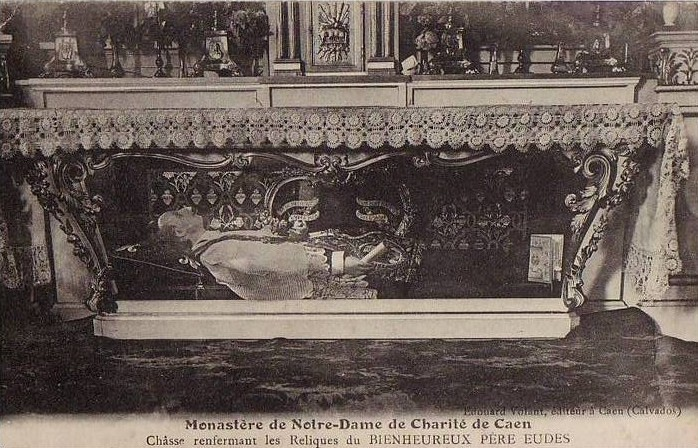
Chasse renfermant des reliques
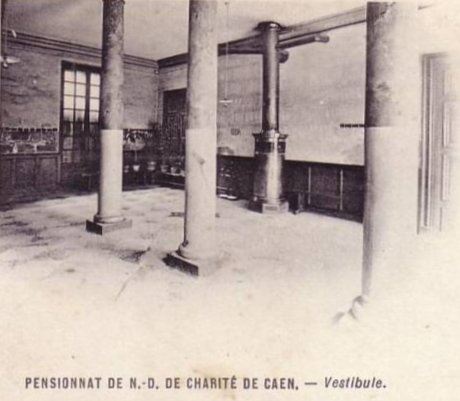
Intérieur du pensionnat
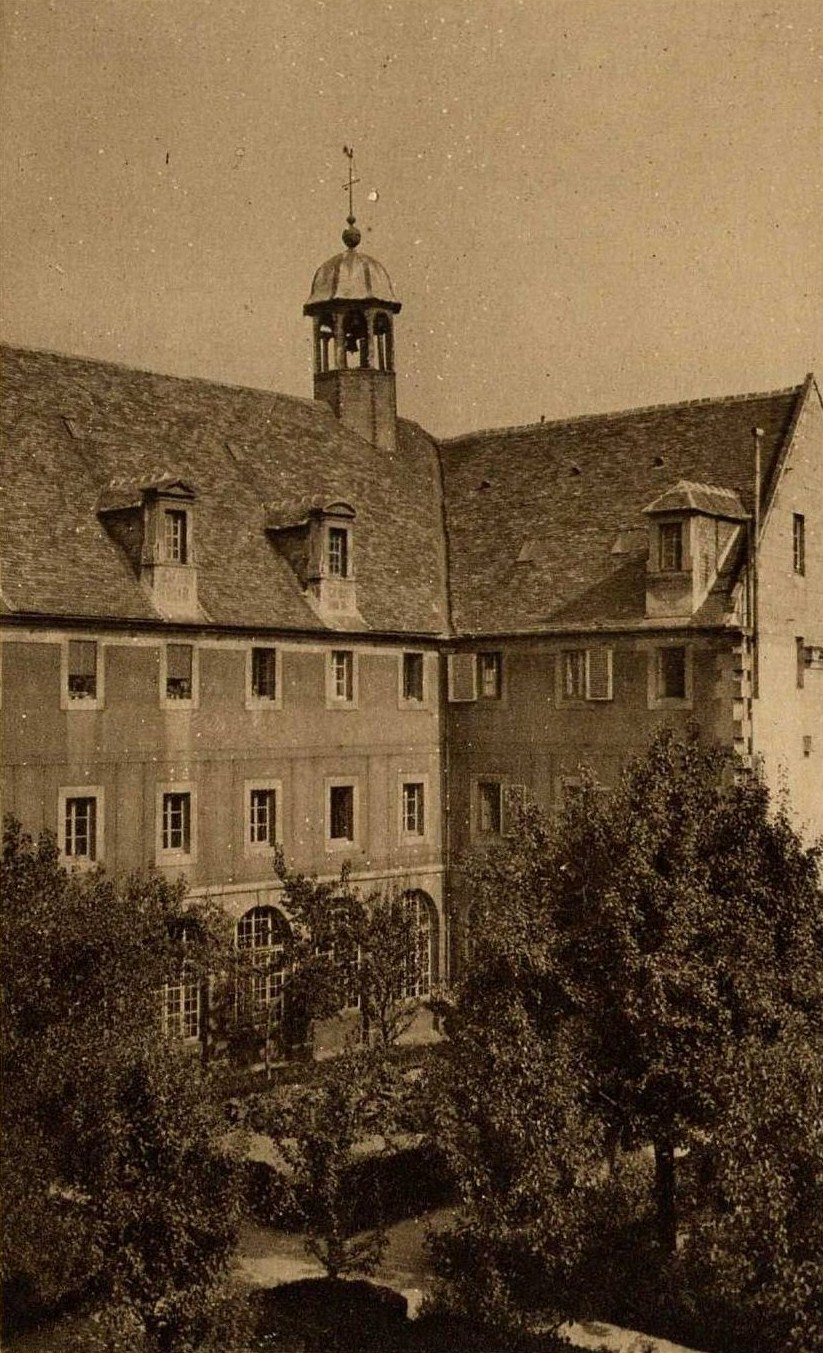
Vue extérieure du couvent

## Le second couvent entre 1950 et 2010
Le couvent et ses extensions sont détruits pendant les bombardements lors de la bataille de Caen. Comme les Bénédictines qui se font construire un nouveau couvent à la Folie Couvrechef, la communauté des sœurs de Notre-Dame de Charité décide de faire reconstruire un nouvel établissement en dehors de la ville. Elles choisissent le lieu-dit de la Guérinière à la limite entre Caen et Cormelles-le-Royal. La première pierre est posée en 1951 et l'ensemble de bâtiments est érigé par l'architecte de la Reconstruction Henry Beaufils. Entre 1955 et 1961, un grand ensemble est construit à côté du couvent qui se trouve donc rapidement rattrapé par la ville.
Entre 1972 à 1984, l'hospice Saint-Louis, qui occupait depuis le début du XXe siècle les locaux de l'abbaye aux Dames, est transféré dans le couvent. Il prend alors officiellement le nom de Centre pour personnes âgées, dépendant du centre hospitalier régional universitaire de Caen. Entre 1984 et 2005, le CPA a fait l'objet d'une restructuration incluant la rénovation des locaux de 1951 et la construction de nouveaux bâtiments.
Lorsque la congrégation Notre-Dame de Charité a fermé sa maison de La Rochelle en 1988, elle a dispersé ses objets classés dans différents établissements. Le couvent de Caen a reçu une peinture à l'huile sur toile exécutée en 1715 et intitulée « Dieu le Père apparaissant aux fondatrices ». Cette toile fait l’objet d’un classement au titre objet des monuments historiques depuis le 16 novembre 1998.

## Reconversion du bâti

### Le couvent
Le domaine de 2,5 hectares, ainsi que les bâtiments du couvent (dont la chapelle) ont été vendus à un promoteur immobilier afin d'y aménager des logements. Les dix dernières sœurs ont quitté le bâtiment conventuel fin août 2012. Un établissement d'hébergement pour personnes âgées dépendantes occupe les locaux construits au début du XXIe siècle. Le site aujourd'hui est composé d'un ensemble de trois pavillons.

### La chapelle
En 2014, la chapelle monumentale de la Charité qui présente les dimensions d'une église avec sa coupole, son clocher et ses grands vitraux, est « désacralisée » par le diocèse de Bayeux et Lisieux (en fait une simple signature de documents, sans aucune cérémonie religieuse particulière), afin d'être reprise au titre de l'euro symbolique par un promoteur immobilier privé et la ville de Caen qui le cède à une entreprise de salles de fitness et de remise en forme depuis juillet 2020,,.